# Füzérkajata
Füzérkajata là một thị trấn thuộc hạt Borsod-Abaúj-Zemplén, Hungary. Thị trấn này có diện tích 11,45 km², dân số năm 2010 là 114 người, mật độ 10 người/km².